# Jean Sony Alcénat
Jean Sony Alcenat (ur. 23 stycznia 1986 w Port-au-Prince) – haitański piłkarz występujący na pozycji pomocnika. Zawodnik klubu FC Voluntari, do którego jest wypożyczony ze Steauy Bukareszt.

## Kariera klubowa
Alcenat karierę rozpoczynał w 2004 roku w zespole Aigle Noir AC. W sezonie 2006 wywalczył z nim mistrzostwo fazy Fermeture (sezon zamknięcia). Na początku 2009 roku przeszedł do portugalskiego klubu Leixões SC. W Primeira Liga zadebiutował 1 lutego 2009 roku w zremisowanym 0:0 pojedynku z Nacionalem. W 2010 roku spadł z zespołem do Liga de Honra. Sezon 2011/2012 spędził na wypożyczeniu w pierwszoligowym Rio Ave FC.
W 2012 roku Alcenat odszedł do rumuńskiego zespołu Petrolul Ploeszti. W 2015 został zawodnikiem Steauy Bukareszt. W 2016 wypożyczono go do FC Voluntari.

## Kariera reprezentacyjna
W reprezentacji Haiti Alcenat zadebiutował w 2006 roku. W 2007 roku został powołany do kadry na Złoty Puchar CONCACAF. Zagrał na nim w meczach z Gwadelupą (1:1) i Kostaryką (1:1), a Haiti zakończyło turniej na fazie grupowej.